# Aragóniai Jolán nápolyi trónörökösné
Aragóniai Jolán (1273 – Termini, 1302. augusztus) aragón és szicíliai királyi hercegnő, házassága révén nápolyi trónörökösné és Calabria hercegnéje. I. Johanna nápolyi királynő apai nagyanyja és a későbbi I. Róbert nápolyi király első felesége.

## Élete
Édesapja III. Péter aragón és szicíliai király, I. (Hódító) Jakab aragón király és Árpád-házi Jolán magyar királyi hercegnő fia.
Édesanyja Hohenstaufen Konstancia szicíliai királyi hercegnő, I. Manfréd szicíliai király és Beatrix savoyai hercegnő leánya.
Jolán volt szülei ötödik gyermeke, valamint második leánya.
Jolán 1297. március 23-án Rómában feleségül ment Róbert nápolyi herceghez. Két évvel korábban Jolán bátyja, Jakab feleségül vette Anjou Blanka hercegnőt, Róbert herceg húgát, majd 1303 májusában legfiatalabb bátyja, II. Frigyes szicíliai király Anjou Eleonórát vette feleségül.
Jolán egy évvel második fia születése után halt meg, így nem lett belőle nápolyi királyné, mivel apósa, II. Károly nápolyi király csak 1309 májusában halt meg. Róbert herceg két évvel felesége halála után ismét megházasodott, ezúttal is a Barcelonai-házba házasodott be, csak annak mallorcai ágából választ magának feleséget Aragóniai Sancia nápolyi királyné személyében.

## Gyermekei
Róbert és Jolán házasságából két gyermek született:
- Károly (1298– 1328. november 9.) nápolyi trónörökös, Calabria hercege, 1. felesége Habsburg Katalin osztrák hercegnő, 2. felesége Valois Mária francia királyi hercegnő, 5 gyermek, többek között:
  - I. Johanna (1326/28 – 1382. május 12.) nápolyi királynő, 1. férje András magyar herceg, 1 fiú, 2. férje Tarantói Lajos herceg, 2 leány, 3. férje IV. Jakab mallorcai király, nem született gyermekük, 4. férje Braunschweigi Ottó, nem született gyermekük:
    - (1. férjétől): Károly (Nápoly, 1345. december 25. – Visegrád, 1348. május 10./június 19.) nápolyi és magyar trónörökös
    - (2. férjétől): Katalin (Avignon, 1348. június – 1349. június 8.)
    - (2. férjétől): Franciska (1351. október – Nápoly, 1352. június 2.)
- Lajos (1301 – Nápoly, 1310. augusztus 12.) gyermekkorában meghalt

1. ↑  p11336.htm#i113353, 2020. augusztus 7.